# Dina Aguiar
Dina Aguiar (Numão, Vila Nova de Foz Coa, 14 de Março de 1953) é uma jornalista e pintora portuguesa.
Licenciada em Línguas e Literaturas Modernas Inglês/Português pela Faculdade de Letras da Universidade Clássica de Lisboa. Expõe desde 1994.
Tendo começado logo em 1978 na apresentação da Informação 2, em parceria com António Mega Ferreira e José Júdice. Foi pivot durante mais de uma década do Telejornal. Trabalhou no programa "O País Real", no "País, País", depois no "Regiões" e em seguida no Portugal em Direto (atualmente no ar).
Como artista plástica desenvolveu uma actividade regular com exposições em Portugal e no estrangeiro, nomeadamente, em Itália, Espanha, Noruega e Brasil. Nos últimos anos, diminuiu a sua actividade como pintora, tendo-se limitado praticamente a exposições colectivas na Associação Internacional de Artistas.